# جامع الصالح (الأنبار)
جامع الصالح من مساجد العراق القديمة، ويقع في منطقة الصوفية، في قضاء الرمادي في محافظة الأنبار، والجامع مستلم من قبل ديوان الوقف السني في العراق وحالتهُ مضبوطة، وبني في عام 1404هـ/1984م، ولقد شيد وبني على نفقة المتبرع (مجيد صالح سلمان)، وتبلغ مساحتهُ 1000م2، وتبلغ مساحة الحرم حوالي 800م2، ويحتوي الحرم على مصلى يتسع لأكثر من 800 مصل، وفيه منبر للخطابة مصنوع من الخشب الصاج.
وتقام في الجامع صلاة الجمعة وصلاة العيدين والصلوات الخمس، ومقابل الحرم توجد ساحة وفسحة وتحيطه حديقة جميلة، ويحتوي على منارة مئذنة عالية، ومن ملحقات الجامع قاعة لأقامة المجالس الدينية وغرفة مخصصة للإمام والخطيب.